# Gunnar Berndtson
Gunnar Fredrik Berndtson (Helsinki, 24 ottobre 1854 – Helsinki, 9 aprile 1895) è stato un pittore finlandese.
Fu pittore di genere e di ritratti.

## Biografia
Gunnar Frederik Berndtson nasce a Helsinki il 24 ottobre 1854.
Dopo aver completato gli studi nella sua città natale, nel 1876 si trasferisce a Parigi, dove studia per due anni presso la Scuola di Belle Arti.
Tra il 1882 e 1883, intraprende un viaggio in Egitto, durante il quale dipinge il quadro Almée, una danzatrice egiziana.
Muore a Helsinki il 9 aprile 1895 dopo una lunga malattia, a soli 44 anni.

## Opere (lista parziale)
- Il canto della sposa (Morsiamen laulu,1851), conservato nella Galleria nazionale finlandese[2][3]
- Esperti d'arte al Louvre (Taiteentuntijoita Louvressa, 1879)
- Ritratto di Zacharias Topelius (1880)[2]
- Almée, una danzatrice egiziana (1883)[1][2]
- Levähdys markkinamatkalla (1886)[4]
- Lo specchio (1889)[2]
- Il suo nome (Hänen nimensä, 1890)
- La famiglia del barone V.M. von Born (Vapaaherra V.M. von Bornin perhe, 1890)[5]
- L'estate (Kesä, 1893)[2]
- Autoritratto (prima del 1895)

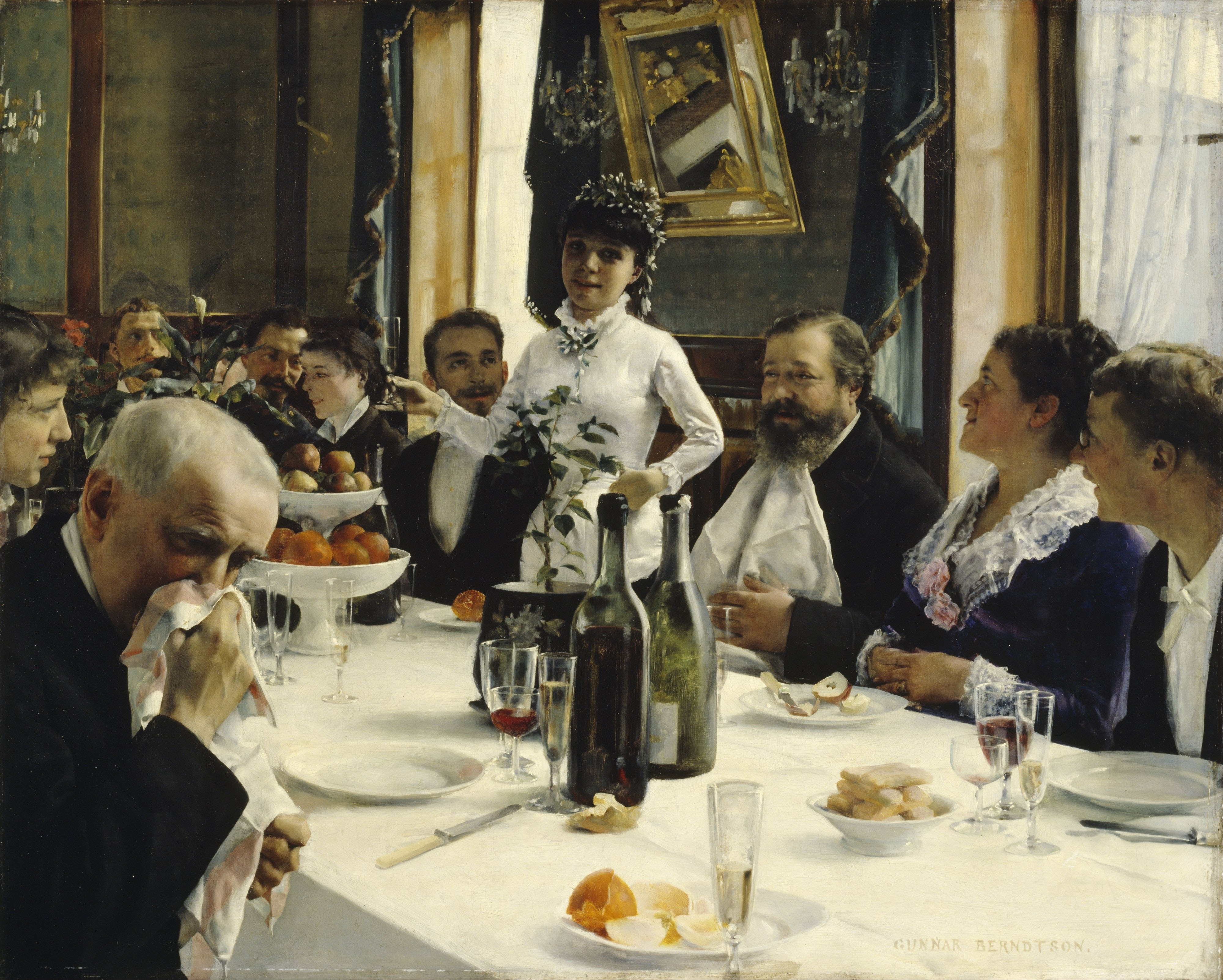
La canzone della sposa
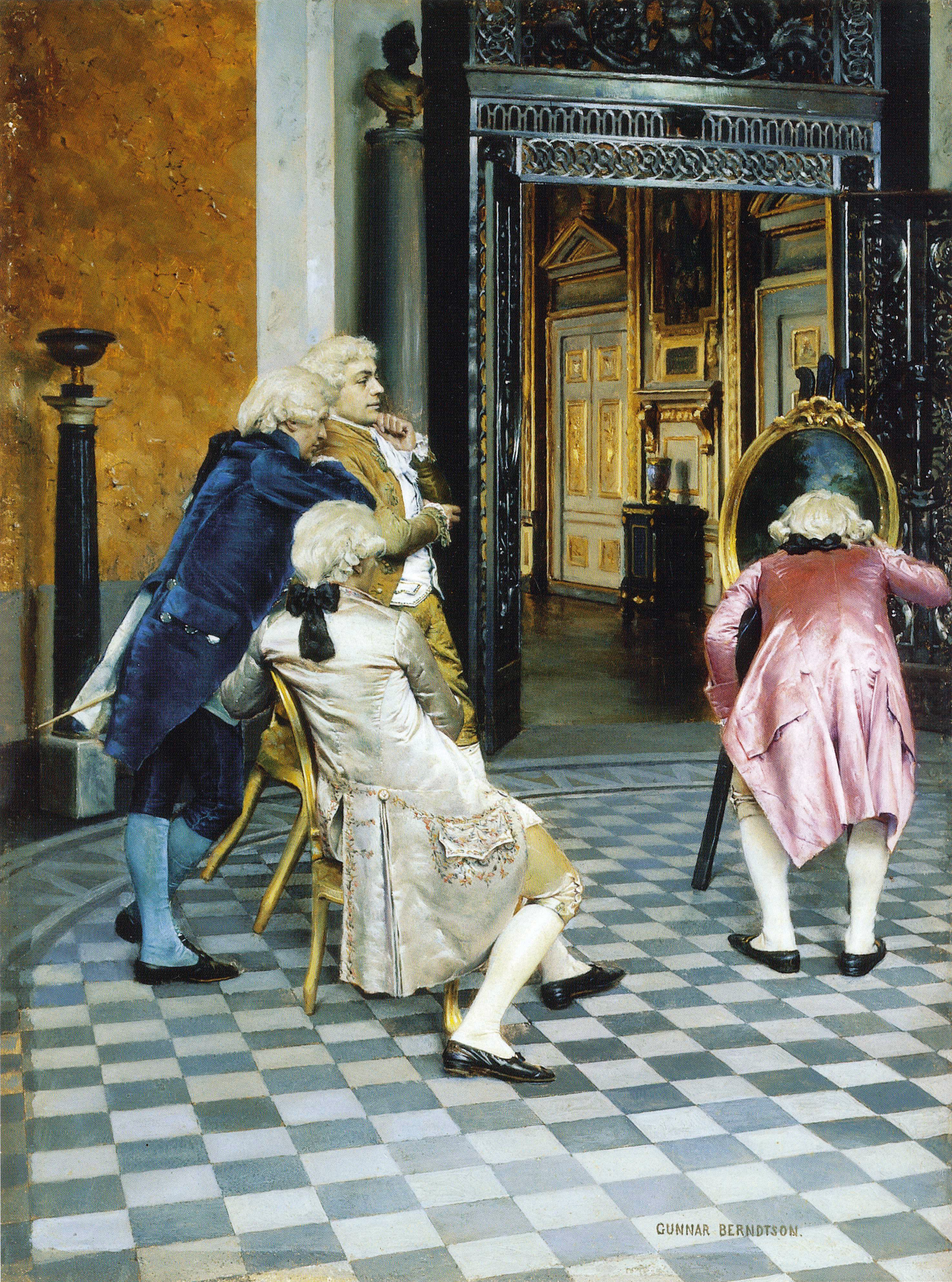
Esperti d'arte al Louvre
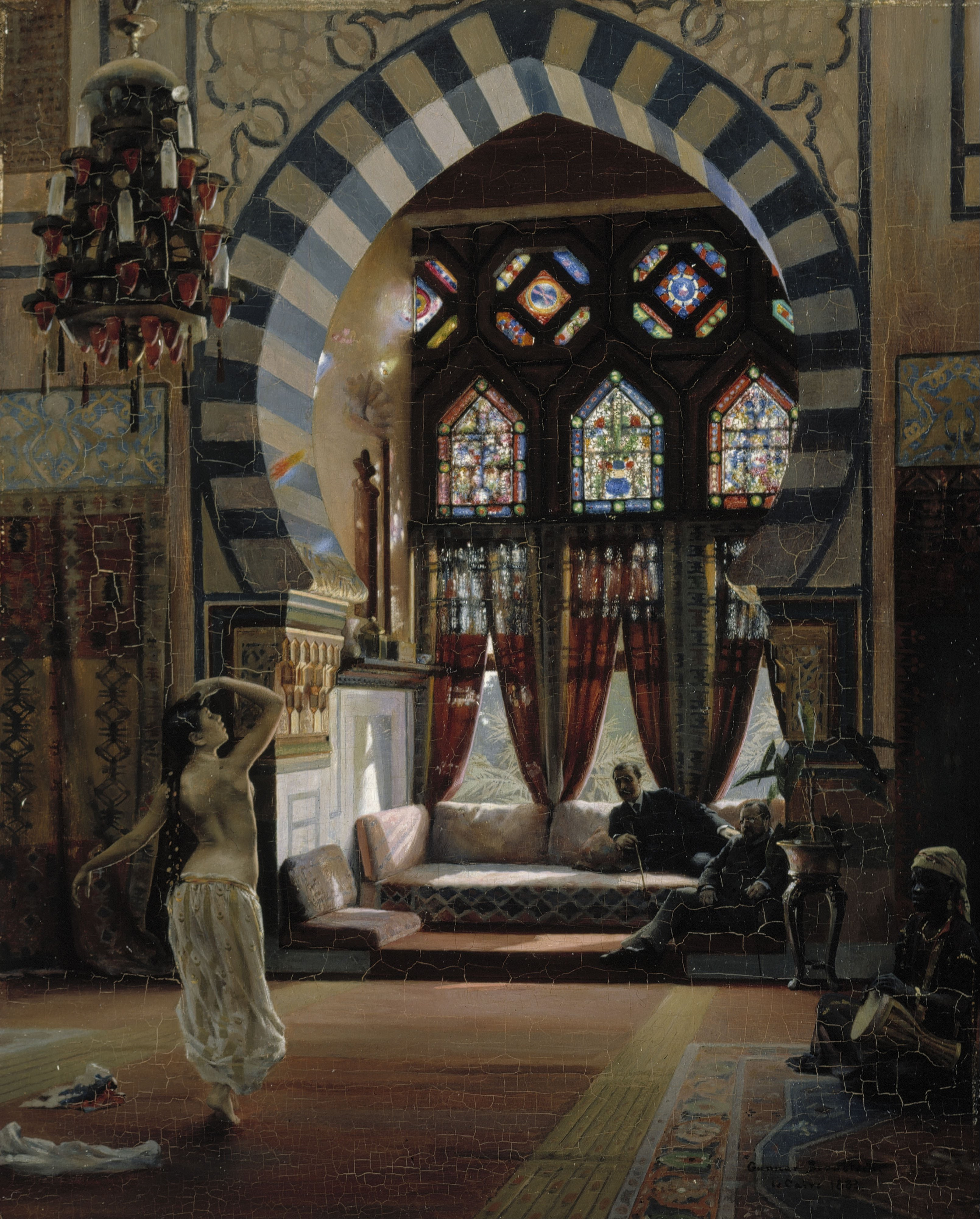
Almée, una danzatrice egiziana
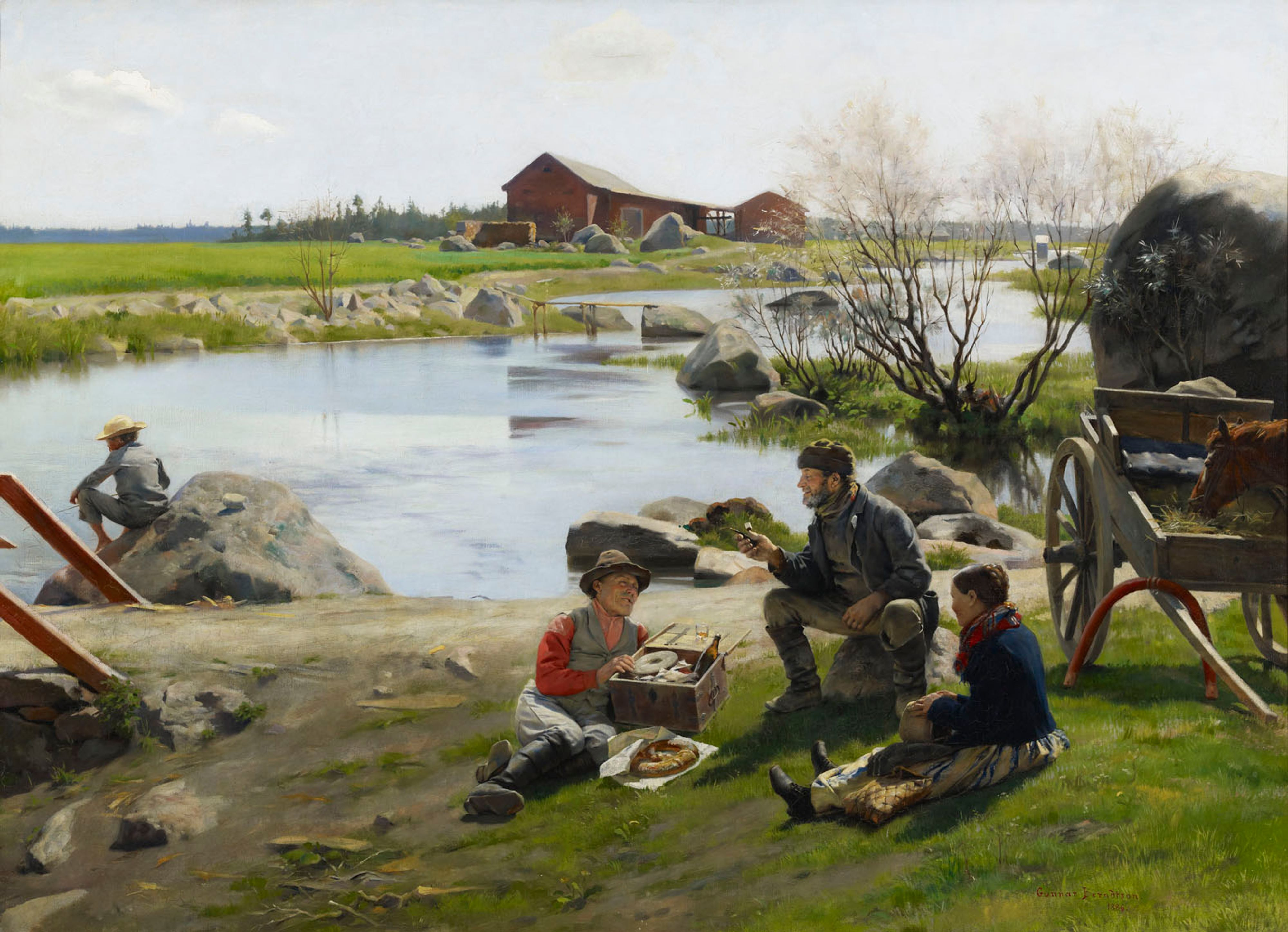
Levähdys markkinamatkalla

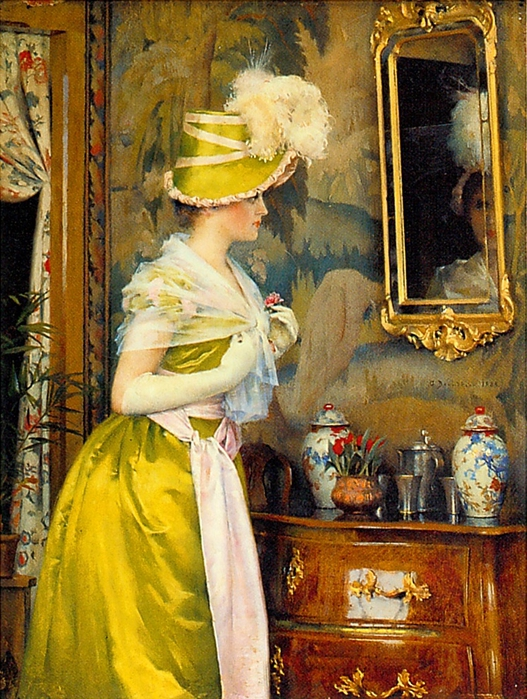
Lo specchio
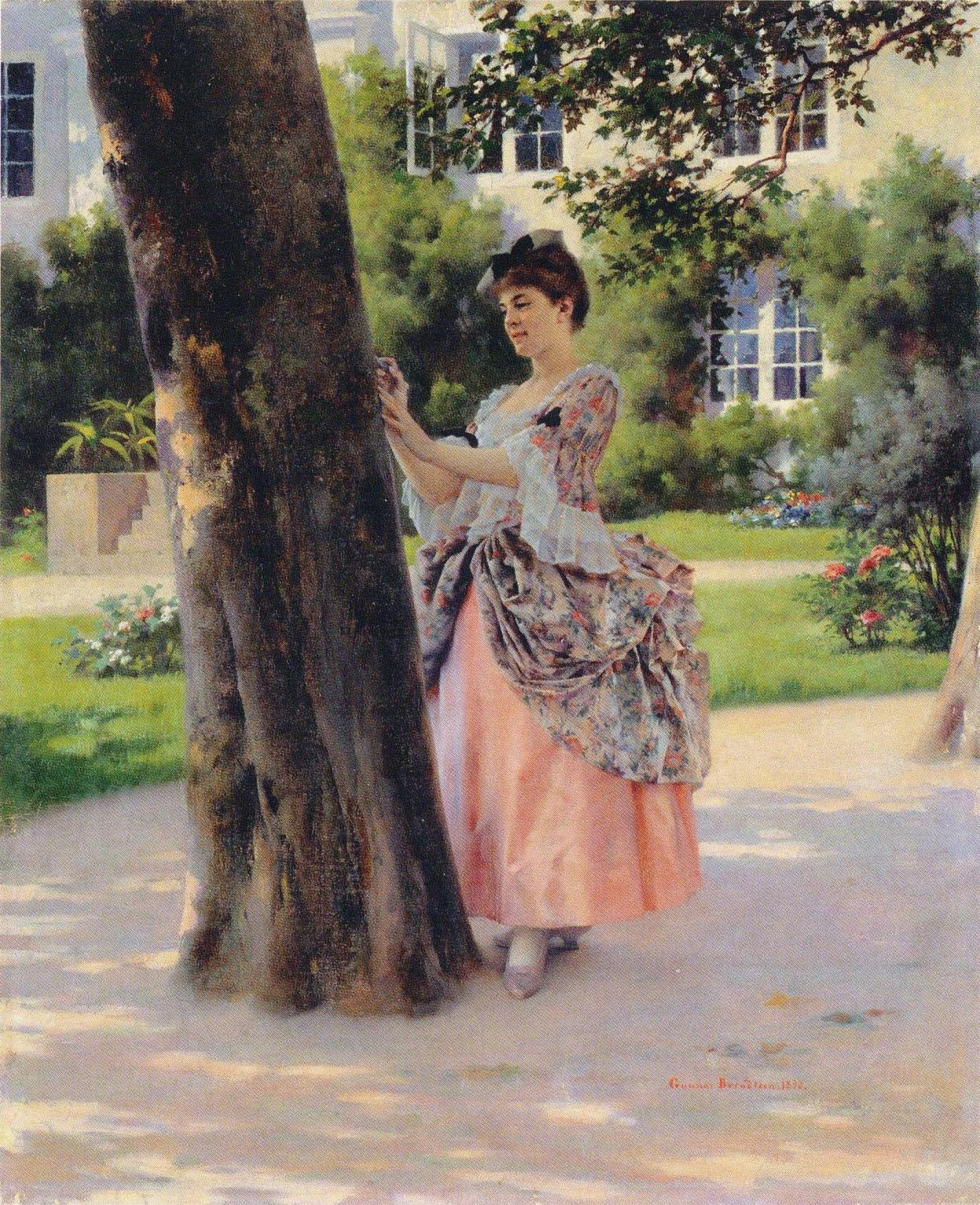
Il suo nome
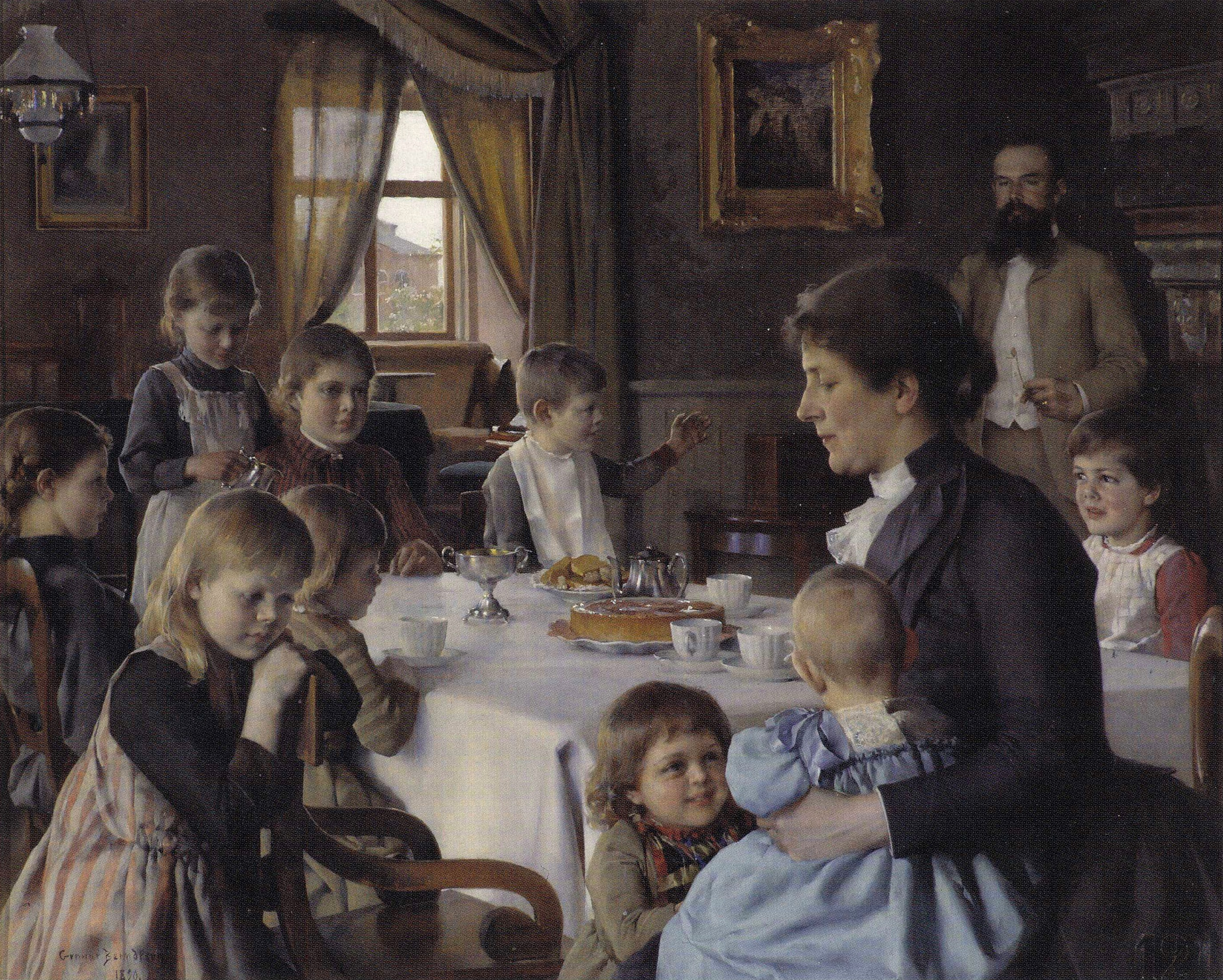
La famiglia del barone V.M. von Born